# Kostel svatého Vavřince (Horní Bojanovice)
Kostel svatého Vavřince je římskokatolický farní kostel farnosti Horní Bojanovice v okrese Břeclav. Je chráněn jako kulturní památka České republiky.

## Historie
Kostel prošel několika stavebními úpravami. Stavba má původní gotické jádro a nynější podoba chrámu pochází z konce 16. století. Roku 1792 byl přistavěn vstupní útvar s věží, sakristie vybudován schodišťový válec, prolomena nová okna a zazděn původní vstup.

## Zařízení
Ve zvonici se ukrývají zachovalé renesanční zvony. Zvon svatý Vavřinec pochází z roku 1562 a je vysoký 105 cm. Druhý, ještě starší zvon pochází z roku 1504, na plášti je zdoben reliéfem Panny Marie s Ježíškem a vysoký je 85 cm. Vzácnou památkou, která se však v kostele nenachází, je gotická hornobojanovická Madona. Ve stěně pod kůrem je vsazen renesanční náhrobek měšťana pana Michala Wahilaba z Vizovic z roku 1603.

## Galerie

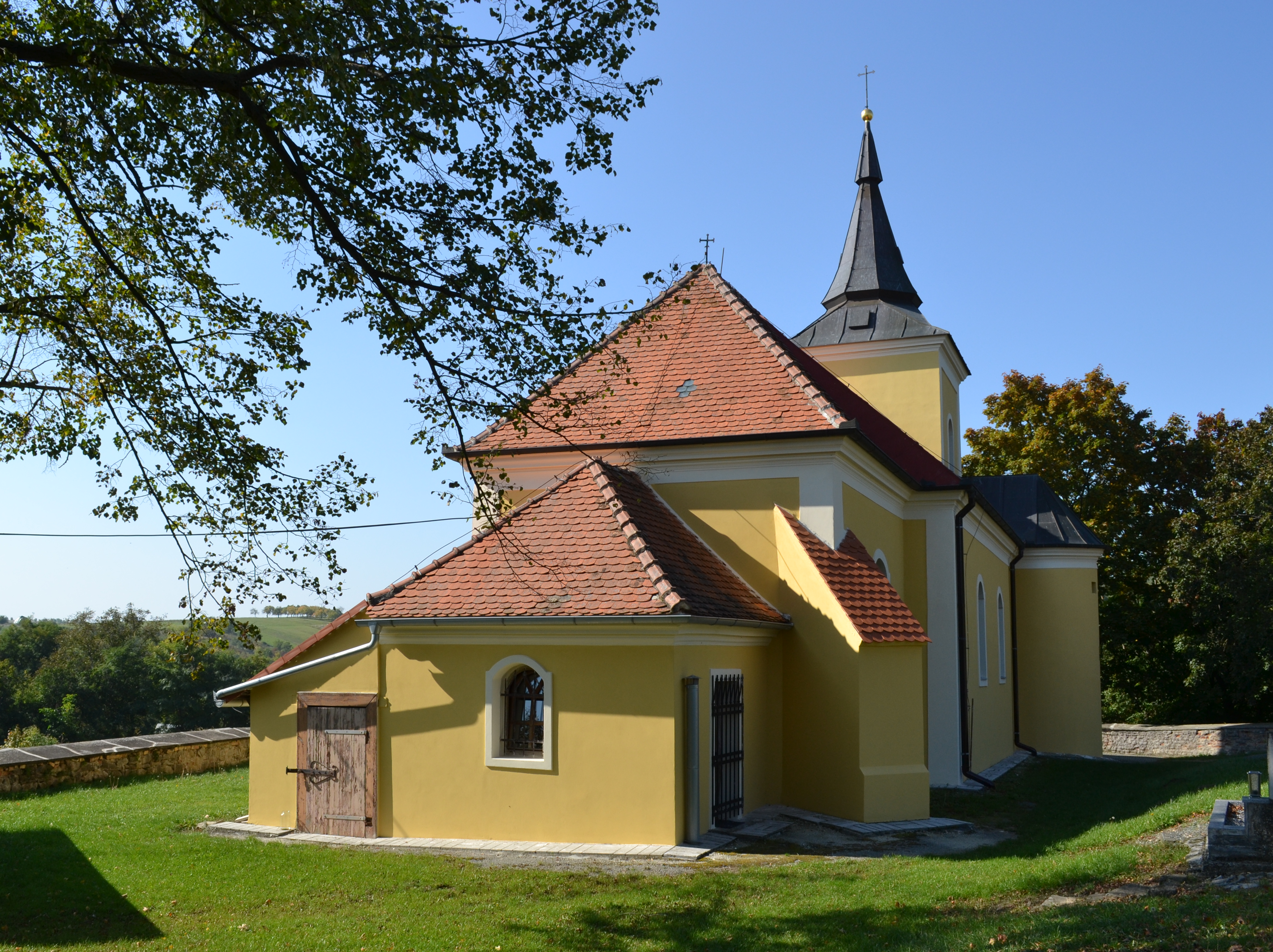
závěr kostela
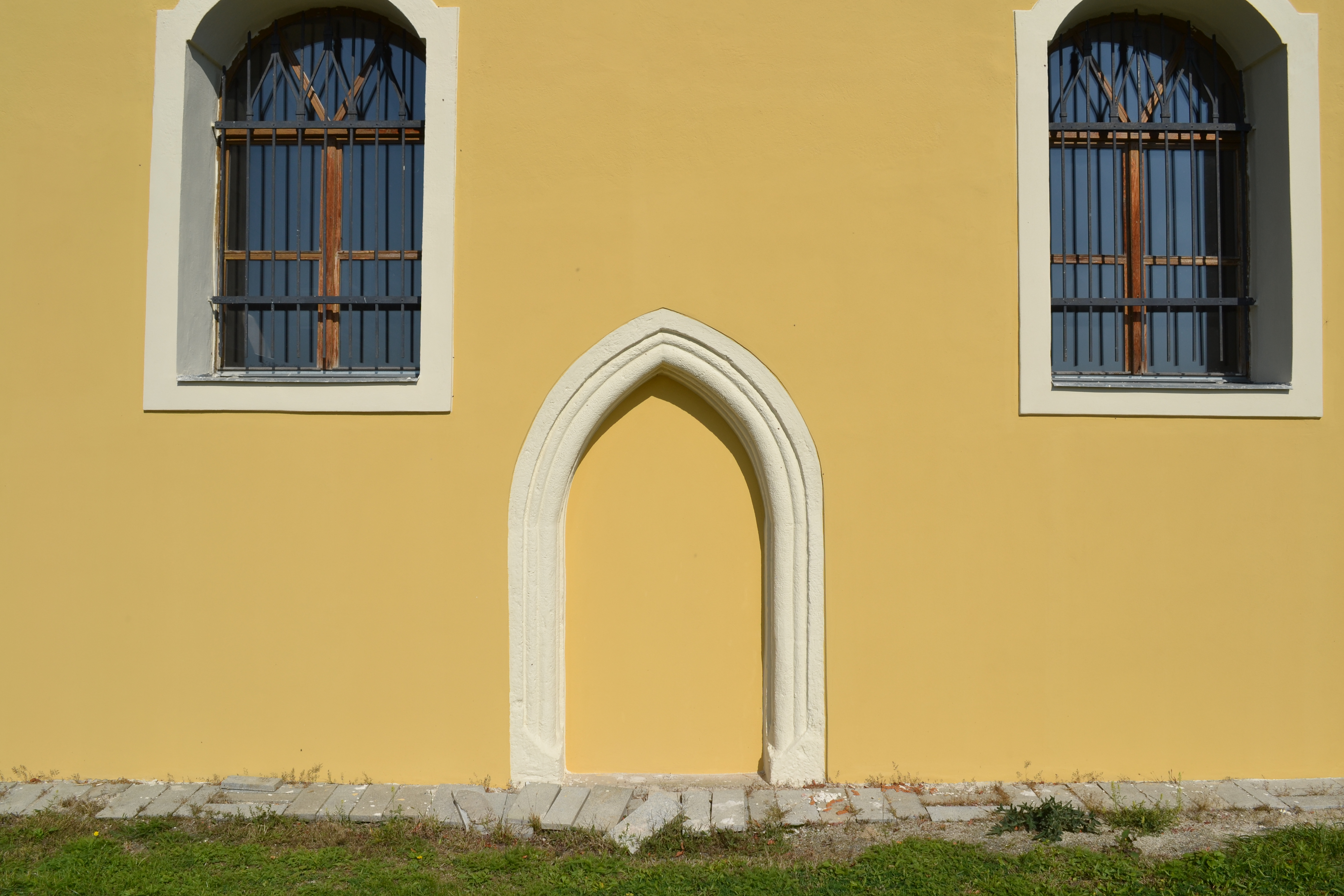
gotický portál v jižní stěně
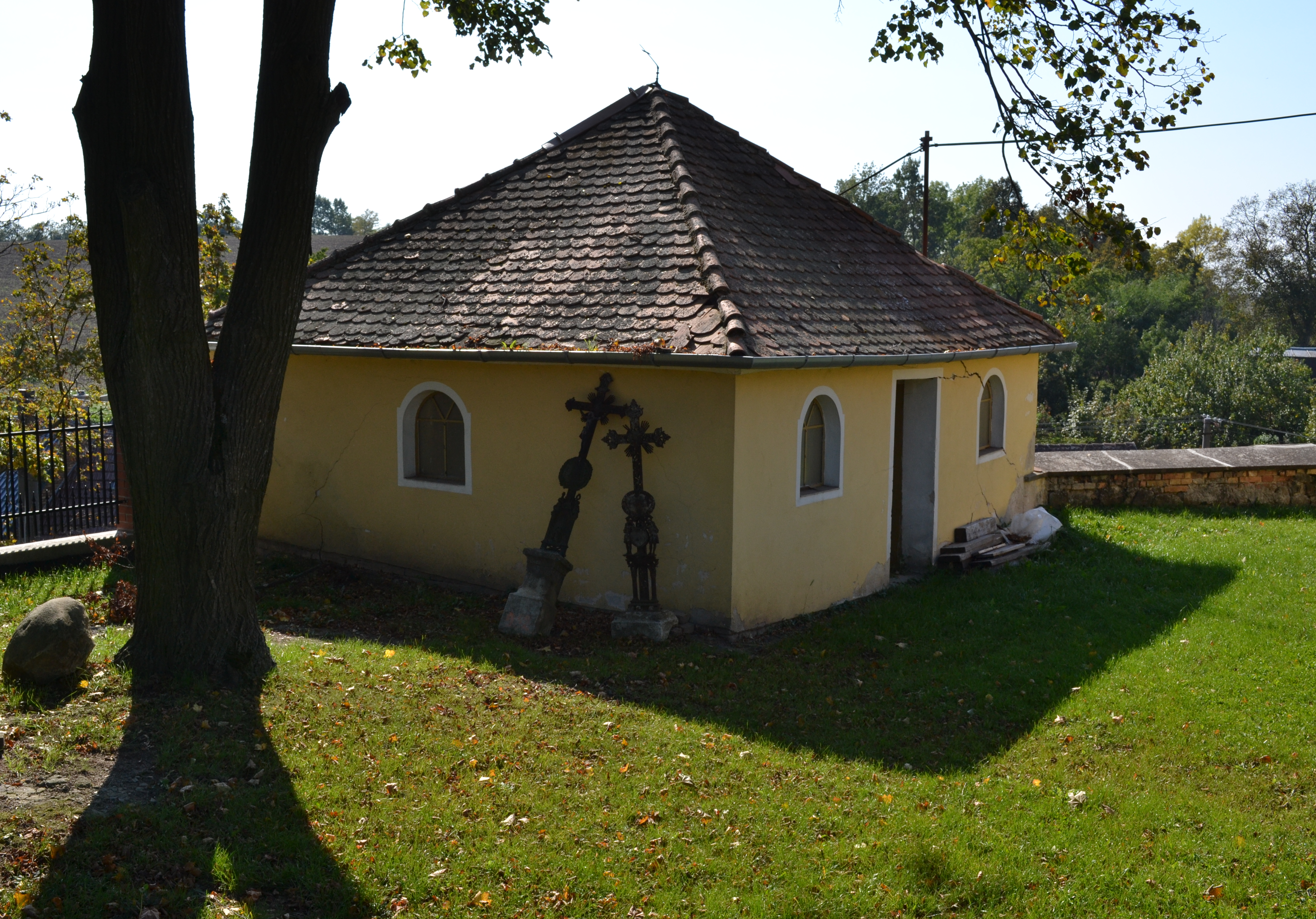
márnice u kostela